# 木下めろん
木下 めろん（きのした めろん）は、日本の作詞家、作曲家、編曲家。

## 略歴・人物
2000年、ロックバンド・フーバーオーバーを結成。ボーカル・ギターを担当。全楽曲の作詞・作曲も手がけていた。2012年に同バンド解散後は、作詞家・作曲家・編曲家として活動。

## 楽曲提供作品
- A・K・I（蒼彦太・こおり健太・市川たかし）
  - 「港街ロマンス」（2015年／作詞・作曲）
  - 「夜汽車」（2015年／作詞・作曲）
  - 「あなたの心」（2016年／作詞・作曲）

- 市川たかし
  - 「金曜日の人」（2013年／作詞・作曲）
  - 「狂った太陽7」（2015年／作詞・作曲）
  - 「夕顔」（2017年／作詞・作曲）

- AKB48グループ
  - AKB48
    - 「波が伝えるもの」（2018年／作曲・編曲）
    - 「百合を咲かせるか?」（2018年／作曲・編曲）
    - 「Skipping stone」（2025年／共作曲）※N-Gramと共作

  - SKE48
    - 「凍える前に」（2018年／共作曲）※Dr.Lilcomと共作

  - NMB48
    - 「嘘をつく理由」（2019年／作曲・編曲）

  - HKT48
    - 「僕の想いがいつか虹になるまで」（2018年／作曲・編曲）

  - STU48
    - 「誰かがいつか 好きだと言ってくれる日まで」（2018年／作曲・編曲）
    - 「思い出せる恋をしよう」（2020年／作曲）

- 坂道シリーズ
  - 乃木坂46
    - 「あんなに好きだったのに…」（2018年／作曲・編曲）

- MonsterZ MATE
  - 「Beep☆CARAMEL」（2019年／作曲）

- ラストアイドル
  - 「ほっといて」（2018年／作曲・編曲）
  - 「鼓動の理由」（2018年／作曲・編曲）
  - 「現実」（2019年／作曲・編曲）
  - 「期待値0」（2020年／作曲）